# Ровдо, Глеб Михайлович
Глеб Михайлович Ровдо (бел. Глеб Міхайлавіч Роўда; род. 4 июня 2002, Минск) — белорусский футболист, нападающий клуба «Ислочь».

## Карьера

### «Динамо» Минск
Воспитанник минского «Динамо», в котором занимался в юношеских командах. Затем отправился в академию французского клуба «Мец». В 2016 году вернулся в минское «Динамо», где продолжил выступать в юношеских командах. В первые месяцы игрок был в очень плохом психологическом состоянии, а тренеры опасались, что он даже может закончить свою карьеру, однако игроку помогла поездка с командой в Чехию, где на турнире Ровдо ожил и заиграл, как прежде. В 2019 году стал выступать в дублирующем составе команды. В июле 2020 года продлил контракт с минским клубом. В августе 2020 года был впервые заявлен на игры с основной командой. Дебютировал за клуб 24 октября 2020 года в матче против бобруйской «Белшины» . В сезоне 2021 года продолжал выступать за дубль, однако также иногда появлялся в заявке на игры с основной командой.

#### Аренда в «Ислочь»
В марте 2022 года футболист был арендован на сезон «Ислочью». Дебютировал за клуб 19 марта 2022 года в матче против «Слуцка», выйдя на поле в стартовом составе (матч завершился со счетом 1:2). Свой дебютный гол за клуб забил 3 сентября 2022 года в матче против «Энергетика-БГУ», но команда вновь проиграла (2:3). Начинал сезон как игрок скамейки запасных, выходя на замену в концовках матчей, однако уже во второй половине чемпионата стал чаще выходить на поле в стартовом составе и получать больше игрового времени, отличившись за сезон своим единственным забитым голом. В декабре 2022 года футболист покинул клуб по окончании срока арендного соглашения.

### «Ислочь»
В январе 2023 года продолжил тренироваться с минским «Динамо». По сообщениям источников футболист в январе 2023 года на правах аренды вернулся в «Ислочь». Вскоре футболист покинул минское «Динамо» и полноценно перешёл в «Ислочь», подписав двухлетний контракт. Первый матч сыграл 18 марта 2023 года против минского «Динамо». Первый гол в сезоне забил 1 апреля 2023 года в матче против брестского «Динамо». На протяжении всего сезона футболист был одним из ключевых игроков клуба, отличившись 8 забитыми голами и 2 результативными передачами во всех турнирах. По итогу сезона футболист вместе с клубом завершил чемпионат на итоговом четвёртом месте.
В феврале 2024 года футболист продлил контракт с клубом до января 2026 года.

## Международная карьера
В 2016 году выступал в юношеской сборной Беларуси до 16 лет. В 2018 году был вызван в юношескую сборную Беларуси до 17 лет, с которой дважды участвовал в квалификациях на юношеский чемпионат Европы до 17 лет. В августе 2019 года был вызван в юношескую сборную Беларуси до 19 лет для проведения товарищеских матчей против сверстников из Эстонии, где в пером матче футболист отличился забитым голом.
В сентябре 2022 года был вызван в молодёжную сборную Беларуси. Дебютировал за сборную 21 сентября 2022 года против молодёжной сборной России. Дебютный гол за сборную забил 7 сентября 2023 года в матче против команды Фарерских островов .